# Purbosari (Seluma Barat)
Purbosari is een bestuurslaag in het regentschap Seluma van de provincie Bengkulu, Indonesië. Purbosari telt 1717 inwoners (volkstelling 2010).